# Plethodon larselli
Plethodon larselli är en groddjursart som beskrevs av Burns 1954. Plethodon larselli ingår i släktet Plethodon och familjen lunglösa salamandrar. IUCN kategoriserar arten globalt som nära hotad. Inga underarter finns listade i Catalogue of Life.